# 先秦散文
先秦散文，主要指中國春秋末期至战国时代的散文，分为敘事散文（歷史散文）和說理散文两大类。

## 興盛原因
東周社會急劇變化，文化教育不再由官府把持，私人講學之風興起，於是產生語錄式的問答體散文。
東周諸侯互相兼併，需要借助士的力量，養士之風盛行。當時政治分裂，沒有正統思想，學術風氣自由。這些文學游說之士，「不治而議論」，「皆著書言治亂之事」。而面對征戰連年，殺戮相繼，諸子百家紛紛提出救世主張，於是形成爭鳴的局面，要深入地議論和分析問題，以散文為合適。
東周各國要詳細地記載當時變化激烈的政治、戰爭和外交，於是產生歷史散文。
東周時竹簡和帛書漸趨普遍。隨著書寫工具進步，長篇散文有可能發展起來。

## 分類

### 歷史散文
先秦历史散文内容丰富，形式多样。有编年体的《左传》，有国别体的《国语》和《战国策》等。它们保存了中国春秋战国时期的大量史料，又是中国叙事散文的源头，具有很高的文学价值。
先秦歷史散文詳於記事，尤其善於描寫戰爭和複雜的事件；敘事結構嚴密，詳略得宜，富於變化；情節緊張，曲折變化，有戲劇性及小說風味。寫人物則性格鮮明，要言不繁，刻畫傳神。又善寫辭令，簡要生動，委婉有致。文辭氣勢雄渾，語言豐贍，感染力強，善用寓言和比喻以說理，說服力強。

### 說理散文
先秦诸子散文，产生于春秋战国百家争鸣的时代。主要有《论语》、《孟子》、《墨子》、《老子》、《庄子》、《荀子》、《韩非子》等，表现了各流派的思想观点和政治主张。

## 影響
先秦散文影響後世散文家的風格，如賈誼、司馬遷、唐宋散文家均受到影響。魏晉的阮籍、嵇康、陶潛，唐代的李白、柳宗元，宋代的蘇軾等，均受莊子風格影響。先秦散文家豐富多采的文章風格，成為後世的榜樣。
先秦散文啟發後世文體，後世的辭賦、傳記在形式上或多或少帶有先秦散文的影子。先秦散文也影響後世戲劇小說的出現，寓言故事成為後世小說的雛形，《左傳》、《戰國策》中的許多事件人物，都被後人改編為戲曲和小說。
先秦散文確立以內容充實為主的文統，與現實緊密相關，成為中國散文的主要傳統。先秦散文並確立後世學術概念，其中多是哲理、政論和歷史的混合體，而本身又是優美的散文，形成後世學術文、史、哲不分家的概念。先秦散文題材廣泛，政治、歷史、思想都有涉及，又擴大了文學的社會功能。
先秦散文留下大量成語典故，如「畫蛇添足」、「亡羊補牢」；並提供不同的修辭技巧，如莊子的擬人法。